# پارک ملی کوه راکی
پارک ملی کوه راکی (به انگلیسی: Rocky Mountain National Park) پارکی طبیعی در ایالت کلرادو در ایالات متحده آمریکا است.
این پارک که ۱۰۷۶ کیلومتر مربع مساحت دارد حاوی چشم اندازهای طبیعی فراوانیست.

## وب‌گاه‌های مربوطه
- وب‌گاه غیر رسمی پارک بایگانی‌شده  در ۲۴ نوامبر ۲۰۱۰ توسط Wayback Machine